# Hirano Yoshitarō
Hirano Yoshitarō (japanisch 平野 義太郎; geboren 3. März 1897 in Tōkyō; gestorben 8. Februar 1980) war ein japanischer Marxist.

## Leben und Werk
Hirano Yoshitarō schloss 1921 sein Studium an der  Universität Tokyo ab und wurde dort 1923 Assistenzprofessor. Während seiner Studien in Deutschland von 1927 bis 1930 vertiefte er an der Universität Frankfurt seine Kenntnisse des Marxismus und kam dort auch mit Karl August Wittfogel zusammen. Nach seiner Rückkehr wurde er 1930 festgenommen: man warf ihm Sympathie für den Kommunismus vor. Er wurde aus dem Lehramt entlassen. 
Er arbeitete von 1932 bis 1933 mit Noro Eitarō, Yamada Moritarō und Ōtsuka Kinnosuke (大塚 金之助; 1892–1977) zusammen an der Erstellung des siebenbändigen Lehrbuch „Entwicklungsgeschichte des Kapitalismus“ (日本資本主義発達史講座, Nihon shihonshugi hattatsu-shi kōza). Er wurde damit auch einer der führenden Vertreter der der Kōza-Gruppe. unter den marxistischen Theoretikern.
Nach dem Pazifikkrieg war Hirano aktiv in der Verbesserung der Beziehungen zu China, Südostasien und Afrika. Er war in vielen Gremien aktiv, war ab 1956 insgesamt 20 Jahre lang Vorsitzender des „Japan Pease Committees“ (日本平和委員会, Nihon heiwa iinkai).
Seine Beiträge zur Kōza publizierte er bereits 1934 unter dem Titel „Die Struktur der kapitalistischen Gesellschaft in Japan“ (日本資本主義社会の機構, Nihon shihonshugi-shakai no kikō). In seinen Schriften verglich er die absolute Natur des japanischen Imperialismus mit der modernen politischen Geschichte in Europa.